# السفارة السعودية في إسلام آباد
سفارة المملكة العربية السعودية في جمهورية باكستان الإسلامية، هي بعثة دبلوماسية سعودية تقع في العاصمة إسلام أباد، ويترأس البعثة السفير نواف بن سعيد المالكي، عنوانها في منطقة السفارات.

## وصلات خارجية
- موقع سفارة المملكة العربية السعودية في باكستان
- وزارة الخارجية السعودية (بالعربية)
- Ministry of Foreign Affairs of Kingdom of Saudi Arabia (بالإنجليزية)